# Gekko taibaiensis
Gekko taibaiensis là một loài thằn lằn trong họ Gekkonidae. Loài này được Song mô tả khoa học đầu tiên năm 1985.
Tên tiếng Trung của nó là 太白壁虎 (Thái Bạch bích hổ) nghĩa là tắc kè Thái Bạch, trong khi tên tiếng Anh của nó là Mingtao's gecko nghĩa là tắc kè Minh Đào, lấy theo tên tác giả công bố loài là Tống Minh Đào (宋鳴涛, Song-Mingtao).

## Phân bố
G. taibaiensis chỉ được biết đến tại khu vực Thái Bạch trong tỉnh Thiểm Tây, Trung Quốc.